# OptiPNG
OptiPNG — свободная программа для уменьшения размера файлов в формате Portable Network Graphics путём их сжатия различными методами с игнорированием ненужных для данного изображения функций PNG, таких как полноцветность для чёрно‐белого изображения. Также программа преобразует файлы других форматов (BMP, GIF, PNM и TIFF) в оптимизированный PNG.
OptiPNG является форком pngcrush (несколько изменён алгоритм) и иногда заметно превосходит её.
Первая версия OptiPNG — 0.0.1 — была выпущена 10 декабря 2001 года.
Инструментарий Google Page Speed, предназначенный для оптимизации веб-сайтов, включает в себя OptiPNG.